# Seližarovka
La Seližarovka (in russo Селижаровка?) è un fiume del nord-ovest della Russia europea, affluente di sinistra del Volga. Scorre nei rajon Ostaškovskij e Seližarovskij dell'oblast' di Tver'.
Il fiume, uno dei primi tributari del Volga, ha origine dall'estremità sud-orientale del lago Seliger. Il maggior affluente è la Tichvinka (lungo 36 km) da sinistra. Il più grande centro abitato sul fiume è l'insediamento di tipo urbano di Seližarovo, centro amministrativo del distretto Seližarovskij, all'interno del quale sfocia nel Volga. La lunghezza del fiume è di 36 km, il bacino idrografico di 2 950 km².
Nel corso superiore il fiume è largo 25-30 metri, ha una corrente veloce. Le rive del fiume sono alte, ricoperte di boschi. A valle si allarga, la corrente si indebolisce. Il Volga alla confluenza della Seližarovka è un fiume largo 30-40 metri, non molto più grande del suo stesso affluente.